# Lešek I. Beli
Lešek I. Beli (poljsko Leszek Biały) je bil vojvoda Sandomierza in veliki vojvoda Poljske v letih  1194–1198, 1199, 1206–1210 in 1211–1227, * okoli 1184/1185, † 24. november 1227.
Lešek je bil tretji ali četrti, vsekakor pa najstarejši preživeli sin Kazimirja II. Pravičnega in Helene Znojmske.
Na začetku vladanja sta njegov stric, vojvoda Mješko III. Stari,  in bratranec Vladislav III. Tankonogi iz velikopoljske veje Pjastov tekmovala z njim za pravico do naslova veliki vojvoda.

## Boj za nasledstvo
Ko je 5. maja 1194 Kazimir II. umrl, je bil Lešek star le devet ali deset let. K. Jasiński navaja, da je bil rojen leta 1184 ali 1185, medtem ko je starejše zgodovinopisje trdilo, da leta 1186 ali 1187. Regentstvo je prevzela njegova mati Helena, ki je računala na pomoč krakovskega vojvode Mikolaja Gryfita in krakovskega škofa Fulka.
Lešekov stric  Mješko III. Stari, vladar Krakova od leta 1173 do 1177 in po narodnem uporu proti njemu odstavljen, tega ni hotel sprejeti in se je s pomočjo močnih malopoljskih družin odločil ponovno osvojiti Krakov. 
Vojna se je začela leta 1195. Na Lešekovi strani in na strani njegovega najmlajšega brata Konrada se je borilo krakovsko in sandomjerško plemstvo ter ruriški knez Roman iz Vladimirja v Voliniji. Mješko III. Stari je uspel na pogajanjih s svojima šlezijskima sorodnikoma Mješkom Krivonogim, vojvodom Racibórza, in njegovim nečakom, opolskim vojvodom Jaroslavom, da ga bosta med pohodom oskrbovala s hrano.
Izjemno krvava bitka za oblast je potekala 13. septembra 1195 pri Mozgavi. V prvi fazi bitke sta se velikopoljski vojski, ki sta jim osebno poveljevala Mješko III. in njegov sin Boleslav, soočili s silami vojvode Mikolaja in kneza Romana. Bitka ni bila dokončna in se je končala z umikom Mješka III.,  obupanega zaradi smrti njegovega sina, padlega med bojem. Lešekovi in Konradovi privrženci so se odločili, da ne bodo zasledovali umikajočega se nasprotnika in so se vrnili v Krakov, ker so imeli tudi sami velike izgube. Med ranjenimi je bil tudi knez Roman. Bitka se s tem ni končala, ker so čete iz Sandomierza, ki jih je vodil vojvoda Goworek, prispele in napadle šlezijsko vojsko Mješka Krivonogega in Jaroslava Opolskega, ki je prepozno prišla na bojišče. To drugo fazo bitke so odločilno dobili Šlezijci, po begu Mješka III. v Velikopoljsko pa so se odločili za umik. S seboj so odpeljali ujetega vojvodo Goworeka, ki je nekaj mesecev kasneje z odkupnino dosegel svojo osvoboditev.
Umik Mješka III. Starega iz bitke pri Mozgavi je Lešeku, natančneje njegovima regentoma, omogočil ohranitev oblasti za naslednja tri leta. Leta 1198 je Mješko  III. s sporazumom s Heleno Znojmsko končno ponovno pridobil oblast nad Seniorsko provinco. Vdova vojvodinja in regent sta se v imenu svojega najstarejšega sina uradno odpovedala oblasti nad Krakovom v zameno za priznanje njegovih pravic nad Malopoljsko in Mazovijo ter prejemom Kujavije. Tokrat je Mješko III. s kratko prekinitvijo leta 1199  ostal na oblasti v Krakovu do svoje smrti 13. marca 1202.
Malo pred tem, okoli leta 1200, sta se Lešek in Konrad, ki sta postala polnoletna in začela vladati samostojno, odločila razdeliti svoja ozemlja. Konrad je dobil Mazovijo in Kujavijo, Lešek pa je obdržal Sandomierz, verjetno z upanjem, da bo sčasoma ponovno osvojil provinco Seniorat in sosednjo deželo Sieradz-Łęczyca.
Po smrti Mješka III. je bilo predlagano, da ga nasledi Lešek Beli. Njegov nekdanji zaveznik Mikolaj Gryfita je v strahu pred izgubo političnega vpliva zahteval razrešitev Lešekovega najbližjega sodelavca Goworeka. Sandomierski vojvoda je bil pripravljen odstopiti, da bi za svojega gospodarja dobil Krakov, toda Lešek se ga ni nameraval odreči in je zahtevo odločno zavrnil. Glede na to, da so pogajanja zašla v slepo ulico, je Mikolaj Gryfita za novega vladarja Krakova predlagal Vladislava III. Krivonogega, najmlajšega in edinega preživelega sina Mješka III.
Kako dolgo je Krakovu vladal Vladislav III., ni znano. Po mnenju nekaterih zgodovinarjev se je njegova vladavina končala že nekaj mesecev po očetovi smrti jeseni 1202. Po mnenju drugih je vladal do leta 1206 ali celo 1210. Nekaj časa po smrti Mikolaja Gryfite, tudi leta 1202, je krakovsko plemstvo povabilo Lešeka, naj prevzame oblast in mu ni postavilo nobenih pogojev.
Leta 1207 je Lešek svoja ozemlja postavil pod vazalstvo papežev, takrat Inocenca III., kar je Poljsko jasno postavilo v tabor propapeških ozemelj v nasprotju z močnim Svetim rimskim cesarstvom. Lešek je zatem tesno sodeloval z nadškofom Henrikom Kjetličem pri izvajanju reform Inocenca III.

## Intervencije v Kijevski Rusiji
V prvih letih vladavine se je Lešekova politika osredotočala predvsem na Kijevsko Rusijo. Leta 1199 je z vojsko pomagal vladimoro-volinjskemu knezu, da je ponovno osvojil kneževino Halič, verjetno v zahvalo za Romanovo pomoč proti Mješku III. v bitki pri Mozgavi leta 1195. Njuno zavezništvo se je nepričakovano končalo leta 1205, ko se je Roman odločil podpreti Vladislava III.  Krivonogega, da si povrne provinco Seniorat. Roman je, verjetno zaradi spletk Vladislava III.,  napadel Lešekove in Konradove domene in prodrl globoko na njuno ozemlje. Nasprotni vojski sta se spopadli v bitki pri Zawichostu 14. oktobra 1205. Roman je bil v bitki poražen in ubit.
Lešek in Konrad sta se nato sprla zaradi delitve Romanovih domen. Spor je  dodatno zapletlo posredovanja ogrskega kralja Andreja II., ki je podpiral pravice Romanove vdove in otrok. Lešek  in njegov brat sta sprva koalirala z ruriškimi  knezi, ki so želeli odstraniti Romanove otroke iz Vladimirja Volinjskega in Haliča. Brata sta se na vsak način želela izogniti vojni z Ogrsko in sta se čez nekaj časa odločila za sklenitev sporazuma. Leta 1206 se je Lešek srečal z Andrejem II. v Voliniji, nato pa se vpliv ogrskih  vladarjev nad Vladimirjem Volinjskom končal.
Konflikt se je tudi po sporazumu z ogrskim kraljem nadaljeval. Romanova vdova in njen mlajši sin Vasiljko, nezadovoljna nad ogrsko oblastjo, sta se odločila oditi na Poljsko, kjer sta našla zatočišče na Lešekovem dvoru. Njen najstarejši sin Danijel je bil poslan za talca na dvor Andreja II. Izgnanca sta na Poljskem dobila Belško deželo.
Nadaljnja potrditev aktivne Lešekove politike v Kijevski Rusiji so bile poroke Lešeka in Konrada s kneginjama  iz dinastije Rurikidov. Lešek se je najprej poročil s hčerko (ime ni znano) lutskega kneza Ingvarja Jaroslaviča in nato z Grzimislavo, morda hčerko novgorodskega kneza Jaroslava III. Vladimiroviča. Konrad se je poročil z Agafijo, hčerko Svjatoslava III. Igoreviča, kneza Peremišla.
Leta 1210 se je Andrej II. odločil, da vladajočega kneza Vladimirja Volinijskega  zamenja z Romanovim najstarejšim sinom Danijelom. Ker ni želel izgubiti svojega političnega vpliva, je tja poslal svojo vojsko. Do pričakovanega poljsko-ogrskega spopada ni prišlo, ker je medtem Mješko Krivonogi zavzel Krakov in je bil  Lešek  prisiljen umakniti svojo vojsko na Poljsko.
Ko so se razmere v seniorski provinci umirile, se je Lešek leta 1212 vrnil v Vladimir Volinjski in Halič. Zavzel je  več obmejnih trdnjav, vendar mu jih ni uspelo obdržati. V  želji po prekinitvi sovražnih odnosov z Ogrsko in pod pritiskom krakovske aristokracije, zbrane okoli vojvode Pakoslava, se je leta 1213 odločil v Spišu skleniti mirovni sporazum. Oblast nad Haličem-Volinijo je dobil Koloman, drugi sin Andreja II.,  ki naj bi se poročil z Lešekovo najstarejšo hčerko Salomejo. Lešek je s sporazumom dobil  okraja Przemyśl in Lubačov v Kijevski Rusiji.
Zavezništvo z Ogrsko se, na žalost, ni dolgo obdržalo, saj se je Lešek pred koncem leta odločil podpreti Daniela Romanoviča v Haliču, ko je postalo jasno, da lokalno plemstvo ne sprejema vladavine kneza Kolomana. Dvoumna politika je krakovskega vojvodo drago stala, ko so Madžari leta 1215, nestrpni zaradi premajhne pomoči pri zagotavljanju Kolomanove oblasti, prekinili zavezništvo. Ko se je že zdelo, da so se razmere v Kijevski Rusiji umirile, so Madžari proti Lešeku poslali vojsko. Napad so utemeljevali z Lešekovo podporo Danijelu. Med ogrsko kampanjo je Lešek izgubil deželi Przemyśl in Lubačov.
Po porazu je Lešek nameraval skleniti zavezništvo z novgorodskim knezom Mstislavom Mstislavičem, vendar to ni prineslo nobenih pozitivnih rezultatov. Njegov poskus je imel za posledico sklenitev zavezništva med Danijelom Romanovičem in Mstislavom proti njemu in izgubo majhnega ozemlja med rekama Narev in Bug lera 1218.
Niz zaporednih neuspehov je prisilil Lešeka, da je začel razmišljati o ponovnem zavezništvu z ogrskim kraljem Andrejem II.  Tokrat je njun sporazum zapečatila poroka med njunima otrokoma  Kolomanom in Salomejo. V zameno za svoj odstop Haliča je Lešek kot odškodnino dobil  Volinijo, ko bo princ Danijel izgnan.
Pohod ogrske in Lešekove vojske na Volinijo se je začel konec leta 1219. Pohod je bil uspešen in Koloman in Salomeja sta bila uradno razglašena za vladarja Haliča. Tega leta je Lešek organiziral tudi neuspešno ekspedicijo v Vladimir Volinjski. Neuspešen je bil tudi njegov drugi pohod leta 1221, tokrat s pomočjo Ogrske. Njegovi vdori so spodbudili Danijela, ki se je nedavno pomiril z Mstislavom Novgorodskim, da je izvedel povračilni pohod, ki se je končal z aretacijo  Kolomana in Salomeje ter razglasitvijo Mstislava za kneza Haliča.
Leta 1223 se je med Mstislavom in Andrejem II. razvilo nepričakovano zavezništvo, povezano z nasledstvom Haliča. Dogovorjeno je bilo, da bo Halič po Mstislavovi smrti podedoval najmlajši sin Andreja II. Dogovor je povzročil spremembo političnega stanja in zvezništvo Lešeka in Danijela proti njima. Mstislav je leta 1225 s pomočjo kumanskega kana Kötena izvedel pohod proti Lešeku. Tudi ta vojna se je, tako kot prejšnje, kljub začasnim uspehom končala brez jasnega izida. Povzročila je tudi še eno spremembo zavezništev., ko se je leta 1127 Lešek pridružil Ogrski v vojni  proti Danielu. To je bilo zadnje Lešekovo posredovanje v dolgoletnem konfliktu s Kijevsko Rusijo.

## Konflikt z Vladislavom III. Tankonogim
Tiha oblast Lešeka Belega nad Krakovom po odstavitvi Vladislava III. Tankonogega je bila prekinjena leta 1210 z izobčenjem z  bulo papeža Inocenca III.  Izobčenje je izrabil Mješko IV. Krivonogi, osvojil Krakov in se razglasil za velikega vojvodo. 
Bula je bila izdana na zahtevo anonimnega šlezijskega vojvode, ki bi lahko bil le Henrik I. Bradati, ker je Mješko uporabljal naslov raciborško-opolskega vojvode. Stanje v Krakovu se je precej zapletlo, saj nihče ni bil prepričan, kdo ima pravo oblast. Izobčenje je bilo za Lešeka in lokalno cerkveno hierarhijo, ki ga je podpirala, popolno presenečenje, še posebej, ker sta se po Fulkovi smrti obe strani na Poljskem prvič strinjali o izbiri novega krakovskega škofa, letopisca Vincenca  Kadlubeka. 
Gnjeznenski nadškof Henrik Kietlicz, ki je se malo pred tem vrnil iz izgnanstva, se je odločil sklicati sinodo v Borzykowi, na kateri je poslušal najti rešitev za to zapleteno stanje. Zbora so se poleg cerkvene hierarhije udeležili skoraj vsi pjastovski vojvode. Lešek, ki je želel ponovno pridobiti podporo Cerkve in drugih vladarjev, je duhovščini podelil Veliki privilegij, ki je zagotavljal ozemeljsko celovitost škofovskih posesti. Tega privilegija nista podpisala niti Henrik I. Bradati niti Vladislav III., vendar sta upoštevala njegova  določila. Mješko Krivonogi se zbora v Borzykowi ni udeležil. S pomočjo malopoljske družine Gryfici je s svojo vojsko odšel v Krakov in zaradi zmeda med meščani glede oblasti brez boja zavzel prestolnico. Osvojitev mesta je pomenila najvišji Mješkov uspeh, saj je maja naslednje leto umrl.
Nadškofu Kietliczu je šele takrat uspelo obrniti se na Rim, da bi dosegel razveljavitev papeževe bule. Henrik I., ki je bil zdaj najstarejši nižji vojvoda, je svojo pozornost usmeril na nemške vdore na Lubusz in Lešek se je brez večjih težav vrnil v Krakov.
Drug pomemben rezultat tesnega sodelovanja med Piasti in Cerkvijo je bila sinoda v Wolbórzu, kjer je nadškof Kietlicz pridobil dodatne privilegije za Cerkev. Dobri politični odnosi med Lešekom in nadškofom Ketliczem so se končali leta 1216, ko je nadškof po smrti papeža Inocenca III. izgubil naklonjenost Rima in bil prisiljen prenehati s svojim političnim delovanjem.

## Pokristjanjevanje Prusije
Druga pomembna usmeritev Lešekove politike je bilo upravljanje Pomorjanskega in pokristjanjevanje Prusije. Lešek in njegov brat Konrad  ste se že leta 1212  v Mąkolnu sestala z Mestvinom I. Pomereljskim, da bi se dogovorila za krščansko misijo, ki se je začela šele štiri leta pozneje, ko je bil tja poslan škof, vendar brez rezultatov.
Ideja pokristjanjevanja s tem ni ugasnila. Zanjo sta se kmalu začela zanimati tudi Henrik I. Bradati in Vladislav III. Tankonogi. Leta 1217 sta se Lešek  in Henrik I. dogovorila za srečanje v Dankówu. Leto kasneje se je Lešek srečal s Henrikom I. in Vladislavom III. pri Sądowelu, kjer je bilo sklenjeno zavezništvo med njimi. Ob tem je bil med Lešekom in Vladislavom III. podpisan sporazum o medsebojnem dedovanju, v kateri je imel Lešek kot mlajši boljše možnosti za dedovanje. Ta pogodba je tudi skoraj povsem razdedinila Vladislava Odoniča,  Vladislavovega nečaka in njegovega najbližjega moškega sorodnika. Zavezniški sporazum s Henrikom I. in Vladislavom III. je Lešeku omogočil, da je leta 1218 dobil naslov dux Poloniae ali dux totius Poloniae (vojvoda Poljske ali vojvoda cele Poljske).
V skupni želji po začetku pokristjanjevanja Prusije sta se Lešeku, Henriku I. in Vladislavu III. kmalu pridružila Lešekov brat Konrad I. Mazovski in pomereljski vojvoda Svetopolk II. Kmalu se je izkazalo, da je bilo Svetopolkovo sodelovanje pri tem projektu le krinka, saj je bil njegov glavni cilj obnoviti politično neodvisnost svojih domen.
Ko je papež Inocenc III. od Lešeka zahteval sodelovanje Poljakov v križarski vojni, je Lešek v dolgem pismu odgovoril, da "ne njega ne katerega koli samospoštljivega poljskega viteza ni mogoče prisiliti, da bi šel v Sveto deželo, kjer, kot so bili obveščeni, ni vina, medice ali celo piva."
Pruse so sprva poskušali spreobrniti na miren način preko posebnih trgovskih središč, v katerih bi se pogani seznanili s krščanstvom. Ko poskus ni pokazal veliko napredka, so se odločili za vojaško ekspedicijo, ki se je začela leta 1222. Celoten podvig je kmalu propadel, zlasti ko je Svetopolk II. sredi križarske vojne umaknil svojo podporo. Svetopolk je dal na svojem dvoru zatočišče Vladislavu Odoniču, ki se je začel boriti proti svojemu stricu Vladislavu III.
Pjastovski vladarji so proti Prusom sklenili ustanoviti "viteško stražo" (poljsko stróże rycerskie), da bi zaščitili svoje meje. V njej bi morali sodelovati vitezi iz vseh domen. Koncept viteške straže je leta 1224 propadel zaradi poraza malopoljskih vitezov v nepričakovanem napadu Prusov. Poraz in poboj vitezov sta bistveno prispevala k že tako strahopetnemu odnosu poveljnika straže iz družine Gryfici, ki je bil zato kaznovan z izgnanstvom.
Leta 1225 so Gryfici, nezadovoljni s takšnim razvojem dogodkov, skovali zaroto proti Lešeku in povabili Henrika I. Bradatega, da prevzame krakovski prestol. Henrik je prekinil svoje zavezništvo z Lešekom,  izkoristil njegovo  vpletenost v zadeve Kijevske Rusije in pojavil blizu Krakova. Vojno med Leszekom in Henrikom I. je preprečil napad turingijskega deželnega grofa Ludvika IV. na Lubusz, zaradi česar se je moral Henrik I. umakniti. Njegove čete so se pred odhodom želele spopasti z Lešekovo in Konradovo vojsko pri reki Dłubniji. Do bitke ni prišlo, ker sta nasprotnika uspela skleniti sporazum, vrnitev na prejšnje zavezništvo in tesno sodelovanje, ki je trajalo od leta 1217 do 1224, pa ni bilo več mogoče.
Leta 1227 je prišlo do novih zapletov. V Velikopoljski Vladislav III. ni mogel obračunati s svojim nečakom Vladislavom Odoničem. Lešek je bil za ta konflikt osebno zainteresiran, saj je še vedno upal, da bo podedoval domene Vladislava III., ki ni imel otrok. Vladislav Odonič je v nekem trenutku izgubil podporo Svetopolka II. in ni bil več prepričan v svojo zmago. Obe strani sta si zato začeli prizadevati končati spor. Drug problem, ki ga je Lešek želel rešiti, je bilo vedenje nevarnega neodvisnega pomereljskega vojvode.

## Umor
Na srečanje poljskih vojvod, organiziranem novembra 1222 v okraju Gąsawa na meji med Kujavijo in Velikopoljsko, so prisostvovali Lešek, Vladislav Odonič, Henrik I. Bradati in Konrad I. Mazovski. Vladislav III., ki bi mora biti za srečanje najbolj zainteresiran, je bil neznano zakaj odsoten. Vsebina pogovorov je bila najverjetneje ravnanje Svetopolja II. Pomereljskega. Zjutraj 24. novembra so vojvode med kopanjem napadli. Henrik I. je bil resno ranjen. Lešek Beli je uspel pobegniti na konju v bližnjo vas Marcinkowo, vendar so ga morilci ujeli in ubili. Domneva se, da so bili napadalci možje Vladislava Odoniča ali Svetopolka II. ali obeh. Lešekovo truplo so prepeljali v Krakov in pokopali v Vavelski stolnici 6. decembra 1227 ali morda že prej.
Smrt Lešeka Belega je temeljito spremenila politične razmere na Poljskem. Lešek je bil kljub burni vladavini krakovski vojvoda, ki so ga splošno priznavali vsi poljski knezi. Svetopolk II. se je po Lešekovi smrti razglasil za neodvisnega od poljskega vazalstva. Lešekov sin Boleslav V. je bil ob očetovi smrti star le eno leto, zato sta se za oblast nad Krakovom in Malopoljsko dajala Lešekov brat Konrad I. in Vladislav III. Veliki vojvod Poljske je leta 1232 postal Henrik I. Bradati iz Šlezije.

## Družina
Starejše zgodovinopisje omenja, da se je Lešek Beli poročil samo enkrat in sicer z Grzimislavo, hčerko luckega keza Ingvarja Jaroslaviča leta 1207. Sodobne raziskave so odkrile, da je bil poročen dvakrat. Prvič leta 1207 ali 1208 z Ingvarjevo hčerko, katere ime ni znano, in po njeni odslovitvi leta 1210 ali 1211 z Grzimislavo, hčerko novgorodskega kneza Jaroslava IV. Vladimiroviča. Z Grzimislavo je imel dva otroka:
- Salomejo (1211/1212 – 17. november 1268,[12] poročeno leta 1215 s princem Kolomanom, sinom ogrskega kralja Andreja II. Zakonca sta nameravala vladati v Galiciji-Voliniji, vendar so njuni načrti spodleteli. Po Kolomanovi smrti leta 1241 je Salomeja odšla v samostan klaris v Zawichostu in Skałi.
- Heleno († 1265), poročeno z Vasiljkom Romanovičem.[13]
- Boleslava V. Sramežljivega (21. junij 1226 – 7. december 1279), ki je leta 1243 zasedel krakovski in poljski prestol.

## Vira
- Leszek Biały i jego czasy. Wydaw. Dolnośląskie. 2002. ISBN 978-83-7023-935-0.
- Nora Berend; Przemysław Urbańczyk; Przemysław Wiszewski (19. december 2013). Central Europe in the High Middle Ages: Bohemia, Hungary and Poland, c.900–c.1300. Cambridge University Press. ISBN 978-0-521-78156-5.

| Lešek I. Beli PjastiRojen: ~1186 Umrl: 24. november 1227 |                                  |                                     |
| Vladarski nazivi                                         |                                  |                                     |
| Predhodnik: Kazimir II. Pravični                         | Vojvoda Sandomierza 1194–1227    | Naslednik: Boleslav V. Sramežljivi  |
| Predhodnik: Kazimir II. Pravični                         | Vojvoda Mazovije 1194–1200       | Naslednik: Konrad I. Mazovski       |
| Predhodnik: Kazimir II. Pravični                         | Veliki vojvoda Poljske 1194–1198 | Naslednik: Mješko III. Stari        |
| Predhodnik: Mješko III. Stari                            | Veliki vojvoda Poljske 1199–1202 | Naslednik: Vladislav III. Tankonogi |
| Predhodnik: Vladislav III. Tankonogi                     | Veliki vojvoda Poljske 1206–1210 | Naslednik: Mješko IV. Krivonogi     |
| Predhodnik: Mješko IV. Krivonogi                         | Veliki vojvoda Poljske 1211–1227 | Naslednik: Vladislav III. Tankonogi |